# Сто за четворо (ТВ филм)
„Сто за четворо” је југословенски ТВ филм из 1964. године. Режирао га је Славољуб Стефановић Раваси а сценарио је написао Брана Црнчевић.